# Bristol (Connecticut)
Pour les articles homonymes, voir Bristol.
Bristol est une ville située dans le comté de Hartford, dans l'État du Connecticut aux États-Unis. Lors du recensement de 2010, Bristol avait une population totale de 60 477 habitants.
La ville est principalement connue pour abriter le siège social du réseau télévisuel ESPN, nommé ESPN Plaza.

## Géographie
Selon le Bureau du Recensement des États-Unis, la superficie de la ville est de 26,82 milles carrés (69,46 km2), dont 26,41 milles carrés (68,4 km2) de terres et 0,40 milles carrés (1,04 km2) de plans d'eau, soit 1,5 %.

## Histoire
Bristol devient une municipalité en 1785. L'Assemblée générale du Connecticut lui donne le nom de la ville anglaise de Bristol.

## Démographie
D'après le recensement de 2000, il y avait 60 062 habitants, 24 886 ménages, et 16 175 familles dans la ville. La densité de population était de 874,8 hab/km2. Il y avait 26 125 maisons avec une densité de 380,5 maisons/km2. La décomposition ethnique de la population était : 91,60 % blancs ; 2,68 % noirs ; 0,22 % amérindiens ; 1,47 % asiatiques ; 0,03 % natifs des îles du Pacifique ; 2,40 % des autres races ; 1,60 % de deux ou plus races. 5,27 % de la population était hispanique ou Latino de n'importe quelle origine.
Il y avait 24 886 ménages, dont 29,6 % avaient des enfants de moins de 18 ans, 49,6 % étaient des couples mariés, 11,5 % avaient une femme qui était parent isolé, et 35,0 % étaient des ménages non-familiaux. 28,9 % des ménages étaient constitués de personnes seules et 10,7 % de personnes seules de 65 ans ou plus. Le ménage moyen comportait 2,38 personnes et la famille moyenne avait 2,94 personnes.
Dans la ville la pyramide des âges était 23,2 % en dessous de 18 ans, 7,2 % de 18 à 24, 32,5 % de 25 à 44, 22,2 % de 45 à 64, et 14,9 % qui avaient 65 ans ou plus. L'âge médian était 38 ans. Pour 100 femmes, il y avait 93,6 hommes. Pour 100 femmes de 18 ans ou plus, il y avait 90,6 hommes.
Le revenu médian par ménage de la ville était 47 422 dollars US, et le revenu médian par famille était 58 259 $. Les hommes avaient un revenu médian de 40 483 $ contre 30 584 $ pour les femmes. Le revenu par habitant de la ville était 23 362 $. 6,6 % des habitants et 4,8 % des familles vivaient sous le seuil de pauvreté. 8,7 % des personnes de moins de 18 ans et 5,9 % des personnes de plus de 65 ans vivaient sous le seuil de pauvreté.
| 1790  | 1800  | 1810  | 1820  | 1830  | 1840  |
| ----- | ----- | ----- | ----- | ----- | ----- |
| 2 462 | 2 722 | 1 428 | 1 362 | 1 707 | 2 109 |

| 1850  | 1860  | 1870  | 1880  | 1890  | 1900  |
| ----- | ----- | ----- | ----- | ----- | ----- |
| 2 884 | 3 436 | 3 788 | 5 347 | 7 382 | 6 268 |

| 1910  | 1920   | 1930   | 1940   | 1950   | 1960   |
| ----- | ------ | ------ | ------ | ------ | ------ |
| 9 527 | 20 620 | 28 451 | 30 167 | 35 961 | 45 499 |

| 1970   | 1980   | 1990   | 2000   | 2010   | - |
| ------ | ------ | ------ | ------ | ------ | - |
| 55 487 | 57 370 | 60 640 | 60 062 | 60 477 | - |

## Personnalités
- Bob Lachance (1974-), joueur professionnel américain de hockey sur glace, est né à Bristol.